# Chabab Atlas Khénifra
Chabab Atlas Khénifra is een Marokkaanse voetbalclub, gevestigd in de Marokkaanse stad Khénifra. De in 1943 opgerichte club komt tegenwoordig uit op de een na hoogste voetbaldivisie, de Botola 2 en speelt zijn thuiswedstrijden in Stade Municipal de Khénifra De traditionele uitrusting van Chabab Atlas Khénifra bestaat uit een rood en wit tenue.